# Dalmati
I Dalmati (in greco antico: Δαλμᾶται?, anche noti come Delmatae in lingua latina) furono un antico popolo indoeuropeo di stirpe illirica che abitava la costa adriatica nell'entroterra di Salona, a sud del territorio dei Liburni, tra i fiumi Titius (Cherca) e Nestus/Hippius (Cetina). Essi furono più tardi celtizzati. Essi rappresentarono, secondo quanto ci racconta Appiano di Alessandria e l'interpretazione moderna del Wilkes, tra le popolazioni più difficili da sottomettere nel corso delle campagne militari di Ottaviano in Illirico (35-33 a.C.), cosa che avvenne nel 33 a.C. I Delmatae furono distribuiti in 342 decuriae secondo quanto ci narra Plinio il Vecchio.

## Storia

### Conquista romana
158 a.C.
Lissa, alleata dei Romani protestava che i suoi recenti possedimenti di Epetion (Stobrec) e Tragurion (Traù) attorno alla baia di Salona erano stati oggetto di attacchi da parte dei Dalmati della zona.
156-155 a.C.
Si racconta che il console Gaio Marcio Figulo abbia condotto delle operazioni militari contro le tribù dei Dalmati, dapprima con scarsa fortuna e poi con successo. Egli avanzò lungo il fiume Narenta, attraversò le Alpi dinariche e raggiunse la piana del Lib, dove pose sotto assedio la capitale dei Delmatae, Delminium. E sebbene parte della fortezza fosse stata incendiata e quasi ridotta alla resa, Figulo fu costretto a far ritorno a Roma alla fine del suo mandato (inverno 156 a.C.). L'anno seguente l'assedio venne portato a termine dal suo successore, il console Publio Cornelio Scipione Nasica Corculo, che per questo successo ottenne il trionfo.
118 a.C.
Lucio Cecilio Metello condusse una campagna militare vittoriosa contro i Delmatae, tanto da meritarsi il trionfo ed il Cognomina ex virtute di Delmaticus. Appiano aggiunge che, «sebbene [i Dalmati] fossero stati colpevoli di alcuni reati, poiché [Metello] desiderava un trionfo, fu ricevuto come un amico e svernò fra loro presso la città di Salona. Quando in seguito fece ritorno a Roma, ottenne il trionfo».
78-76 a.C.
Il proconsole dell'illirico, un certo Gaio Cosconio, combatté i Delmatae per almeno un paio d'anni (fino al 76 a.C.). La guerra terminò con la presa di Salona, che divenne una base permanente in mano ai Romani, tanto che dopo venticinque anni qui vi venne inviata una colonia romana. Vent'anni più tardi venivano inviati cittadini romani in questa stessa città. Narona era invece utilizzata come base militare per le spedizioni verso l'entroterra dalmata.
46 a.C.
Publio Sulpicio ottenne la provincia dell'Illyricum probabilmente come propretore. Sembra che durante il suo mandato di un solo anno si sia scontrato contro le popolazioni dei Delmatae, ottenendo il titolo di imperator e l'approvazione dal Senato romano per una supplicatio.
44-43 a.C.
Quando Cesare fu ucciso, i Dalmati tornarono a ribellarsi, pensando che il potere romano risiedesse nel dittatore appena morto, e si opposero al pagamento del tributo a Vatinio. Quest'ultimo, sebbene avesse tentato di usare la forza contro di loro, fu attaccato e subì la distruzione di ben cinque delle sue coorti e la morte dell'ufficiale che le comandava, un certo Bebio dell'ordine senatorio. Vatinio, visto l'insuccesso della sua azione militare e conscio di essere rimasto ormai isolato, preferì ritirarsi nella città di Dyrrhachium dove sembra rimase fino al termine del 44 a.C. o forse fino agli inizi del 43 a.C.. Contemporaneamente il senato di Roma stabilì di trasferire il suo esercito, insieme alla provincia della Macedonia e dell'Illirico al cesaricida Marco Giunio Bruto. Vatinio fu, quindi, costretto a ripiegare su Dyrrhachium, che si trovava in Macedonia. Gran parte delle forze di Vatinio defezionarono e si schierarono dalla parte di Bruto. La guerra civile in corso tra i cesaricidi e le armate dei triumviri, Marco Antonio e Ottaviano, non permise ai Romani di occuparsi dei ribelli Illiri, sebbene a Vatinio venne concesso il trionfo de Illyrico il 31 luglio del 42 a.C..
39 a.C.
Il proconsole della provincia romana di Macedonia, Gaio Asinio Pollione, condusse una vittoriosa campagna militare contro la popolazione illirica dei Partini, tanto da meritargli un trionfo il 28 ottobre dello stesso 39 a.C. Secondo invece altri scrittori latini, le operazioni furono condotte contro i Delmatae e alla fine della guerra vennero loro confiscate armi, greggi, terre e Pollione ottenne il titolo vittorioso di Delmaticus. Peraltro il Wilkes non crede che Pollione possa aver combattuto contro i Delmatae, in quanto si trovavano troppo lontani dalla provincia di Macedonia, appartenente alla sfera di influenza di Marco Antonio; molto più vicino era l'Illirico, di pertinenza di Ottaviano.
34-33 a.C.
Ottaviano era ora intenzionato a rivolgere la sua attenzione più a sud, contro la potente tribù dei Delmatae, accompagnato o forse preceduto dal fidato Agrippa. I Dalmati, dopo il massacro delle cinque coorti al tempo di Aulo Gabinio e la sottrazione dei loro vexilla (48 a.C.), erano euforici per il successo conseguito, tanto da non aver deposto le armi per dieci anni. E quando Ottaviano avanzò contro di loro, fecero un'alleanza tra loro per darsi reciproco aiuto in guerra. Riuscirono così a raccogliere un esercito di più di 12.000 combattenti sotto un generale di nome Verzo (Versus), il quale per prima cosa occupò la città dei Liburni, Promona, e la fortificò, anche se si trovava in un luogo estremamente forte per la natura dove sorgeva. Si trattava infatti di una roccaforte di montagna, circondata da tutti i lati da colline appuntite come i denti di una sega. Una volta presa Promona, Testimus preferì sciogliere il suo esercito e lo fece disperdere in tutte le direzioni. Secondo Appiano di Alessandria, i Romani non furono così in grado di inseguirli a lungo, in quanto si erano divisi in piccole bande, tenendosi ben lontani dalla strada in modo da non lasciar traccia dei loro movimenti. Si diressero, quindi, verso Synodion (Sunodium), che si trovava al bordo della foresta in cui l'esercito di Aulo Gabinio era stato intrappolato dai Dalmati in una lunga e profonda gola tra due montagne (la valle della Čikola). Essi si prepararono a tendere un'imboscata all'esercito di Ottaviano, ma una volta giunto, bruciò l'oppidum ed inviò i soldati lungo le cime dei monti circostanti su entrambi i lati, mentre passava attraverso la gola. Durante l'avanzata, abbatté alberi, catturò e bruciò ogni oppidum che trovò sulla sua strada, fino a raggiungere Setovia. La città venne assediata dai Romani e conquistata l'anno seguente (33 a.C.) grazie a Tito Statilio Tauro che Ottaviano aveva lasciato a completare l'azione militare.
Ottaviano, tornato in Dalmazia nella primavera del 33 a.C., ricevette la sottomissione ed il pagamento di un tributo da parte dei Delmatae della costa, che avevano perduto anche la capitale Setovia, sempre grazie a Statilio Tauro. Essi gli restituirono i vexilla che avevano sottratto a Gabinio nel 48 a.C. e che furono posti nel Portico di Ottavia, oltre ad inviare 700 dei loro figli come ostaggi.
(Augusto, Res Gestae, 29)
13-9 a.C.
Il progetto di Augusto di occupare l'intero Illirico, venne portato a termine vent'anni più tardi, una volta divenuto padrone incontrastato del mondo romano. Egli voleva sottomettere l'intera area compresa tra l'Adriatico, il fiume Drava e le terre dei Dardani e dei Mesi. La campagna cominciò nel 13 a.C., ma la scomparsa prematura di Agrippa, lasciò il nuovo compito nelle mani del figliastro del Princeps: Tiberio Claudio Nerone. Egli condusse gli eserciti romani per 4 anni contro le popolazioni di Dalmati e Breuci, avvalendosi anche dell'aiuto di validi generali come Marco Vinicio e Lucio Calpurnio Pisone in Tracia.

## Società
L'archeologia e l'onomastica mostrano che i Delmatae erano simili agli Illiri orientali e ai Pannoni del Nord. La tribù fu in seguito soggetta ad influenze celtiche. Una delle tribù dei Delmatae era quella dei Baridustae, che più tardi furono trasferiti nella provincia romana della Dacia.
Gli scavi archeologici hanno suggerito che la loro cultura materiale fosse più primitiva di quella delle antiche tribù circostanti, soprattutto nei confronti della popolazione dei Liburni. Tuttavia la produzione di armi fu piuttosto avanzata. Solo i loro capi risiedevano in abitazioni di pietra, mentre una parte numerosa della popolazione abitava in grotte naturali.
Riguardo invece al loro abbigliamento caratteristico, essi indossavano normalmente un cappuccio di pelliccia.
La loro società nomade aveva poi una forte struttura patriarcale, ed era costituita principalmente da pastori, guerrieri e loro capi. La loro principale occupazione era legata a vasti allevamenti di bestiami. Erano, inoltre, dediti al saccheggio di altre tribù circostanti e delle città costiere presso il mare Adriatico.
Plinio il Vecchio menziona anche una sotto-tribù chiamata dei Tariotes.

## Religione
La principale divinità collettiva della federazione dei Delmatae era il loro dio pastorale Sylvanus, che chiamavano Vidasus, e sua moglie chiamata Thana, una dea dalmatica paragonabile a quella romana di Diana o la greca Artemide. I loro frequenti rilievi sono spesso accompagnati da ninfe, parzialmente conservate in alcune scogliere della Dalmazia; nella valle di Imotski è stato scoperto anche un loro tempio databile al IV secolo a.C. La terza importante divinità era Armazio paragonabile con quello romano di Marte o greco di Ares. La loro divinità del male era il Drago celeste che divorava il sole o la luna durante le eclissi.

## Lingua
I Delmatae parlavano il dalmata,una lingua indoeuropea parlata nella parte occidentale della penisola balcanica fino alla prima metà del I millennio d.C. Durante gli insediamenti celtici nei Balcani, la lingua dalmata fu in parte influenzata dalla lingua celtica per quanto riguarda l'onomastica e la toponomastica.
Ad eccezione di alcuni toponimi noti ai Romani, la lingua originale dei Delmatae è scarsamente attestata. Dopo la conquista romana, i Delmatae furono gradualmente romanizzati, mentre i pastori nelle campagne furono assimilati più lentamente. Dopo il crollo dell'Impero romano d'Occidente, i cittadini dalmati parlavano il dalmatico, appartenente alle lingue romanze orientali.